# 스파이크 리
스파이크 리(Spike Lee, 1957년 3월 20일 ~ )는 미국의 영화 감독 겸 배우이다. 그는 1980년대에 흑인 영화 제작자들의 새세대에서 가장 두드러진 인물로 나타났다. 그의 수많은 영화들은 도시의 흑인 공동체와 다른 민족들 안의 논쟁점들을 탐험하는 편이다. 리는 자신의 각본을 쓰고 자신의 영화에서 연기를 하는 편이다.
셸턴 잭슨 리(Shelton Jackson Lee)라는 본명으로 애틀랜타에서 태어나, 뉴욕으로 이주하여 자라왔다.
그의 작품《학교의 망연》(1988)은 흑인 학교에서 어두운 피부와 밝은 피부의 흑인들 사이의 논쟁에 관한 음악적 작품이었다. 《똑바로 살아라》(1989)는 브루클린 흑인 이웃의 이탈리아계 미국인 피자 가게에 집중시키는 영화였다. 《정글 피버》(1991)는 흑인 남자와 백인 여자 간의 낭만적 이야기와 흑인 공동체에서의 마약 문제를 그리고 있다. 또한 맬컴 엑스의 트루스토리를 그린 덴절 워싱턴 주연의 《말콤 X》(1992)와 리 자신의 어린 시절을 그린 《브룩클린의 아이들》을 감독하였다.
리의 다른 명작품들로는 《그녀는 그것을 좋아해》(1986), 《모베터 블루스》(1990), 《버스를 타라》(1996), 《히 갓 게임》(1998), 《썸머 오브 샘》(1999), 《25시》(2002), 《그녀는 날 싫어해》(2004), 《인사이드 맨》(2006), 《안나 성당의 기적》(2008) 등이 있다. 그는 또한 1963년 앨라배마주 버밍햄에서 일어난 교회 폭발 사건에서 사망한 4명의 흑인 소녀들을 다룬 다큐멘터리 《4명의 꼬마 소녀》를 감독하기도 하였다.
2006년에는 미국 정부의 허리케인 카트리나에 대한 책임을 시험하는 《제방이 무너졌을 때》를 감독하기도 하였다. 그는 텔레비전 광고들을 제작하고 연기하였으며, 뮤직 비디오들의 감독을 맡기도 하였다.

## 작품 목록
- 그녀는 그것을 좋아해 (1986)
- 스쿨 데이즈 (1988)
- 똑바로 살아라 (1989)
- 모베터 블루스 (1990)
- 정글 피버 (1991)
- 말콤 X (1992)
- 브룩클린의 아이들 (1994)
- 클라커즈 (1995)
- 걸 식스 (1996)
- 버스를 타라 (1996)
- 히 갓 게임 (1998)
- 썸머 오브 샘 (1999)
- 뱀부즐리드 (2000)
- 25시 (2002)
- 그녀는 날 싫어해 (2004)
- 인사이드 맨 (2006)
- 안나 성당의 기적 (2008)
- 레드 후크 섬머 (2012)
- 올드보이 (2013)
- 더 스위트 블러드 오브 지저스 (2014)
- 시라크 (2015)
- 블랙클랜스맨 (2018)
- Da 5 블러드 (2020)
- 천국부터 지옥까지 (2025)